# Эрих I (герцог Брауншвейг-Грубенхагена)
Эрих I Победитель (нем. Erich I. der Sieger; 1380 — 28 мая 1427) — князь Грубенхагена с 1383 года до своей смерти.

## Жизнь
Эрих был единственным сыном герцога Альбрехта I, который умер в 1383 году, и его жены Агнессы, дочери герцога Магнуса II Торкватуса. Эрих унаследовал Брауншвейг-Грубенхаген в очень раннем возрасте; до 1401 года он находился под опекой своего дяди, герцога Фридриха Грубенхаген-Остероде. С 1402 года они совместно управляли княжеством, и Эрих перенёс свою резиденцию в Зальцдерхельден.
У него были конфликты с его двоюродными братьями Бернхардом I и Фридрихом I Люнебургскими, с городом Брауншвейг, со своим бывшим опекуном, с графами Шварцбурга и ландграфом Тюрингии. Все эти споры вскоре были урегулированы.
В 1406 году Эрих был захвачен в плен во время междоусобицы с лордами Харденберга в Линдау. Он был освобождён только после того, как дал им письменное Urfehde и город Остероде-ам-Харц в качестве залога.
В 1415 году Эрих объявил войну графам Хоэнштайна, потому что обе стороны заявляли права на графство Бад-Лаутерберг-им-Гарц; он разбил их возле деревни Остерхаген. Граф Гюнтер фон Хоэнштайн погиб в битве; графы Генрих и Эрнст были взяты в плен и вынуждены были заплатить 8 тысяч флоринов и отказаться от своих претензий, чтобы освободиться.
Спор с лордами Бортфельда был урегулирован вскоре после того, как Эрих вступил против них в союз с городом Брауншвейг. Спор с ландграфом Фридрихом о городе Айнбек также был быстро урегулирован.
В 1422 году аббатиса аббатства Гандерсхайм (его дочь Агнесса) подарила ему замок и город Эльбингероде. В 1424 году аббатиса Кведлинбургского аббатства, графиня Адельгейда Изенбургская, подарила герцогам Грубенхагена Дудерштадт, Гибольдехаузен и Золотую Марку.

## Семья и дети
Эрих I был женат на Елизавете, дочери герцога Отто I Брауншвейг-Гёттингенского. У них было три сына и пять дочерей, среди которых:
- Агнесса[нем.] (1406—1439), аббатиса Гандерсхаймского аббатства
- Анна[болг.] (1414—1474), была последовательно замужем за герцогом Альбрехтом III Баварским и герцогом Фридрихом III Брауншвейг-Люнебургским
- Генрих III (1416—1464), герцог Брауншвейг-Грубенхагена
- Эрнст II[болг.] (1418—1466), пробст церкви Святого Александра в Айнбеке
- Альбрехт II (1419—1485), герцог Брауншвейг-Грубенхагена
- Елизавета[болг.], была замужем за герцогом Казимиром V Померанским